# Marina, Splitsko-dalmatinska županija
Marina je naselje ob jadranski obali na Hrvaškem, ki je upravno središče istoimenske občine in spada pod Splitsko-dalmatinsko županijo.
Naselje leži na notranji strani istoimenskega zaliva 10 km zahodno od Trogira in se ponaša z lepimi plažami. Naselje je nastalo v 15. stoletju. Bilo je v lasti trogirske škofije in je vse do avstrijske uprave 1814 nosilo ime Bosiljana. V 16. stoletju je škofija postavila  kastel katerga namen je bil varovanje naselja pred vdori Turkov. Od starih gradenj so se ohranila vrata utrdbe z grbom, cerkvica in renesančni obrambni stolp v katerem je sedaj Hotel Marinska kula.

## Demografija
| Pregled števila prebivalcev po letih | Pregled števila prebivalcev po letih | Pregled števila prebivalcev po letih | Pregled števila prebivalcev po letih | Pregled števila prebivalcev po letih | Pregled števila prebivalcev po letih | Pregled števila prebivalcev po letih | Pregled števila prebivalcev po letih | Pregled števila prebivalcev po letih | Pregled števila prebivalcev po letih | Pregled števila prebivalcev po letih | Pregled števila prebivalcev po letih | Pregled števila prebivalcev po letih | Pregled števila prebivalcev po letih | Pregled števila prebivalcev po letih |
| ------------------------------------ | ------------------------------------ | ------------------------------------ | ------------------------------------ | ------------------------------------ | ------------------------------------ | ------------------------------------ | ------------------------------------ | ------------------------------------ | ------------------------------------ | ------------------------------------ | ------------------------------------ | ------------------------------------ | ------------------------------------ | ------------------------------------ |
| 1857                                 | 1869                                 | 1880                                 | 1890                                 | 1900                                 | 1910                                 | 1921                                 | 1931                                 | 1948                                 | 1953                                 | 1961                                 | 1971                                 | 1981                                 | 1991                                 | 2001                                 |
| 169                                  | 1356                                 | 576                                  | 329                                  | 335                                  | 374                                  | 1821                                 | 2377                                 | 491                                  | 535                                  | 612                                  | 540                                  | 671                                  | 879                                  | 1085                                 |